# Kaminokuni
Kaminokuni (上ノ国町?) è una cittadina giapponese della prefettura di Hokkaidō.